# ستيف قاولد (مغني)
ستيف قاولد (بالإنجليزية: Steve Gould)‏ هو مغني بريطاني، ولد في 25 مارس 1950.